# Druckwesen
Das Druckwesen, synonym auch Polygraphisches Gewerbe, stellt den Oberbegriff für Produkte, Betriebe und Berufe aus dem Bereich der Gewerbe zur Herstellung von Druckwerken dar.
Zum Zweig Druck gehören beispielsweise Verlage und Druckereien aus dem Bereich Buchdruck, Zeitungsdruck („Presse“ von Druckerpresse) oder dem Werbemitteldruck. Das Druckwesen ist primär die Druckindustrie. Daneben existieren Spezialdruckereien (z. B. Kunstdruck). Auch Handwerksberufe wie Buchbinder und Künstler wie Buchmaler, Kunstdruck und Handpressendrucker gehören zum Druckwesen. Neuerdings werden auch Anbieter digitaler Kopierstudios (Kopierservice, Kleindruck) oder Hersteller von Stempeln zum Druckgewerbe gezählt.

## Industrielles Druckwesen
Beim industriellen Druckwesen unterscheidet man zwischen
- vorgeschalteten Industriezweigen: Druckvorstufe, Zulieferer
Zu den Zulieferern gehören u. a. Hersteller von Druckfarben, -lacken, Druck- und Verarbeitungschemie sowie Papierhersteller, Hersteller von Druckmaschinen und Werkzeugen, aber auch Firmen aus dem Bereich Satzherstellung und Reproduktion (Reprografie).
- die eigentliche Druckindustrie (Druckereien und Verlage)
- Druckweiterverarbeitung (auch Ausrüstung genannt): Sie besteht zum Großteil aus der Buchbinderei, aber auch Logistikprozesse lassen sich hier einordnen.

## Messen
- Drupa in Düsseldorf (größte Druckfachmesse der Welt)
- Frankfurter Buchmesse
- Leipziger Buchmesse
- FESPA in Köln (Messe für Siebdruck, Digitaldruck und Textildruck)